# 그랜트왕장수풍뎅이

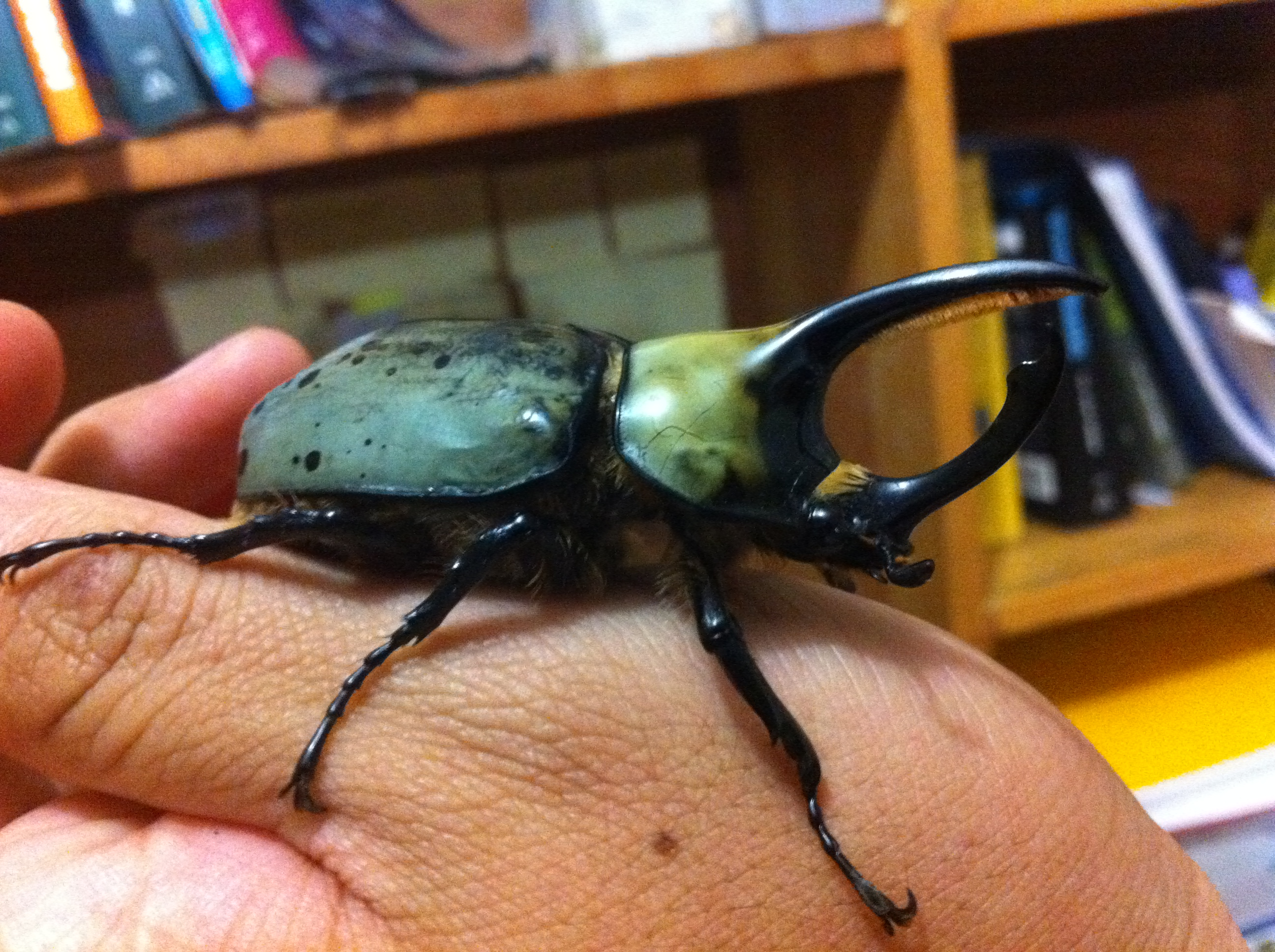
그랜트왕장수풍뎅이의 수컷

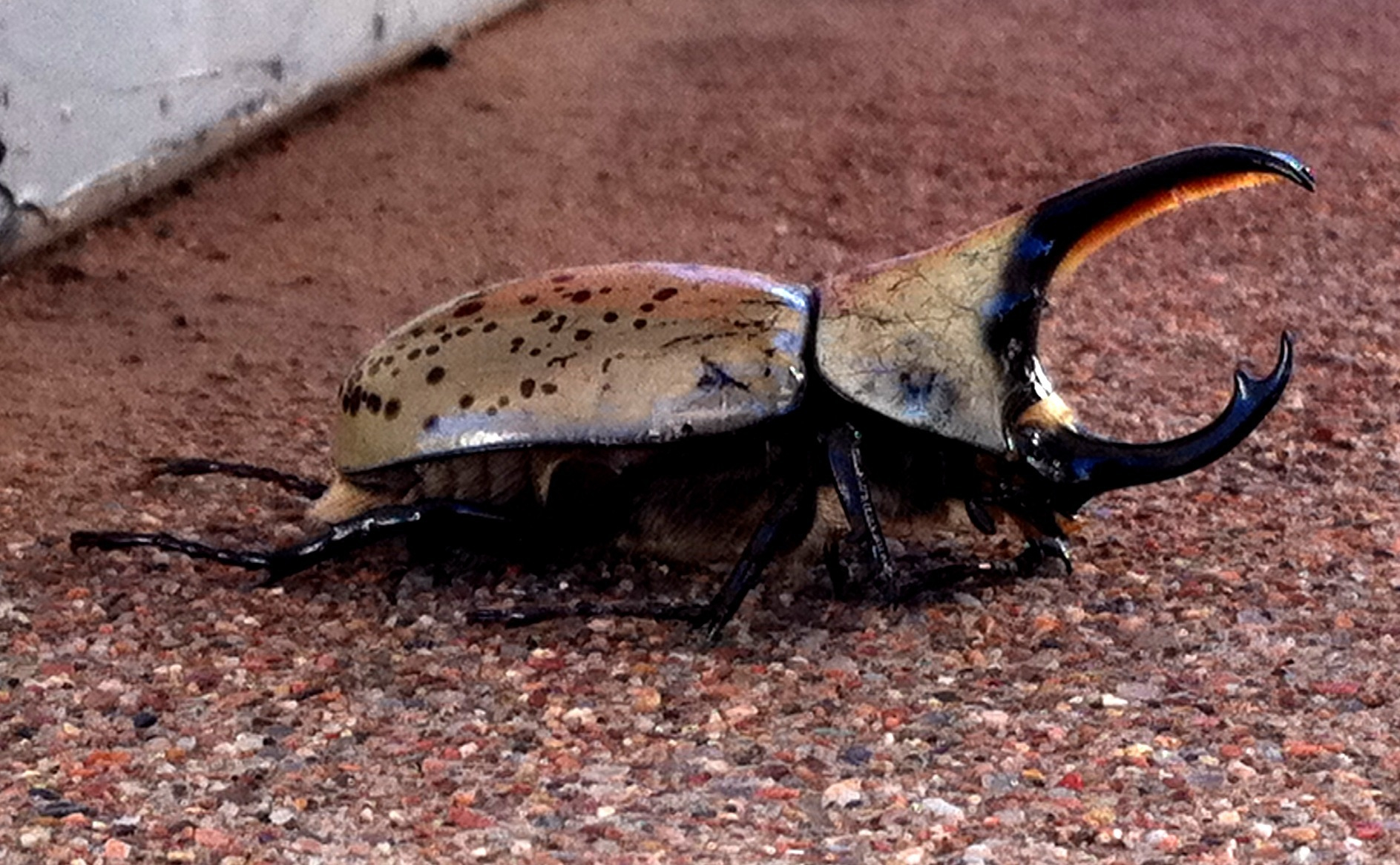
애리조나의 그랜트왕장수풍뎅이

그랜트왕장수풍뎅이, 그란티장수풍뎅이 그랜트헤라클레스장수풍뎅이(Grant's Hercules Beetle) 또는 서부헤라클레스장수풍뎅이(Western Hercules Beetle)는 미국 서부의 애리조나주, 유타주, 뉴멕시코주 등에 서식하는 장수풍뎅이아과의 곤충이다. 몸 길이는 약 50~80mm이며, 성충은 8~9월에 출현한다. 수명은 2~4개월이며, 유충 기간은 2~3년 정도이다. 밤에는 불빛에 날아오기도 하며. 미국 대륙에서 가장 큰 장수풍뎅이이다.

## 이름
그란티장수풍뎅이의 종명 grantii는 미국의 18대 대통령이자 남북 전쟁의 장군이던 율리시스 S. 그랜트의 이름에서 유래된 것으로 알려져 있다. 하지만 이는 잘못된 내용으로, 본래 애리조나주의 포트 그랜트(Fort Grant) 지역에서 유래된 이름이다.

## 애완 곤충
그란티장수풍뎅이는 애리조나가 주 서식지이지만, 일본의 곤충 매장에서 사육, 판매되기도 한다.

## 특징
헤라클레스장수풍뎅이와 마찬가지로, 습기가 많은 곳에 있으면 흰색 등껍질이 검게 변한다. 건조해지면 다시 흰색으로 돌아온다. 비슷한 종류인 티티오스왕장수풍뎅이와는 색과 뿔의 모양 그리고 서식지료 구별할 수 있다.

## 같이 보기
- 티티오스왕장수풍뎅이 (동부헤라클레스장수풍뎅이)
- 헤라클레스장수풍뎅이